# Copa del Món de Turismes

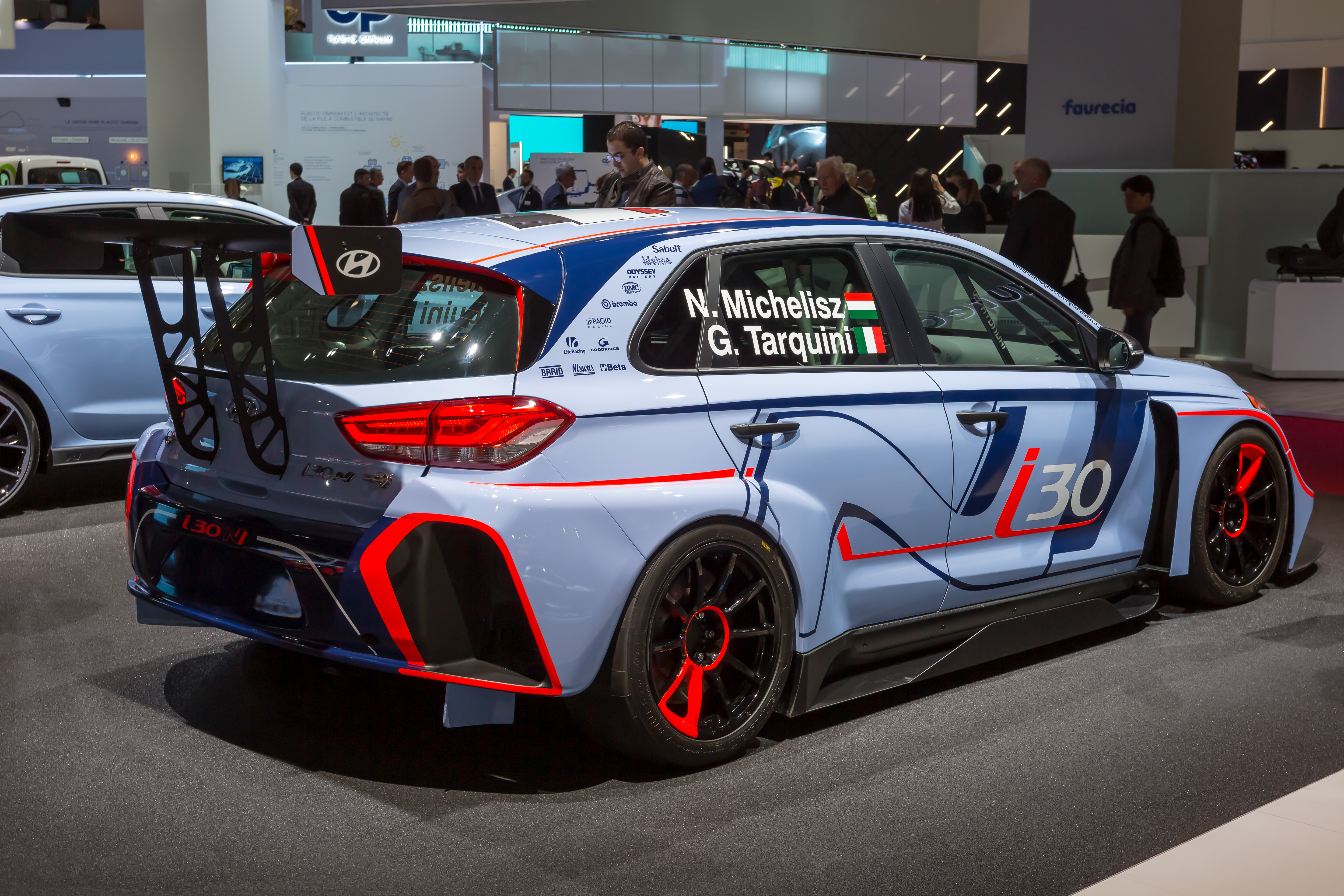
Hyundai i30 N TCR de Gabriele Tarquini i Norbert Michelisz (Paris Motor Show, 2018)

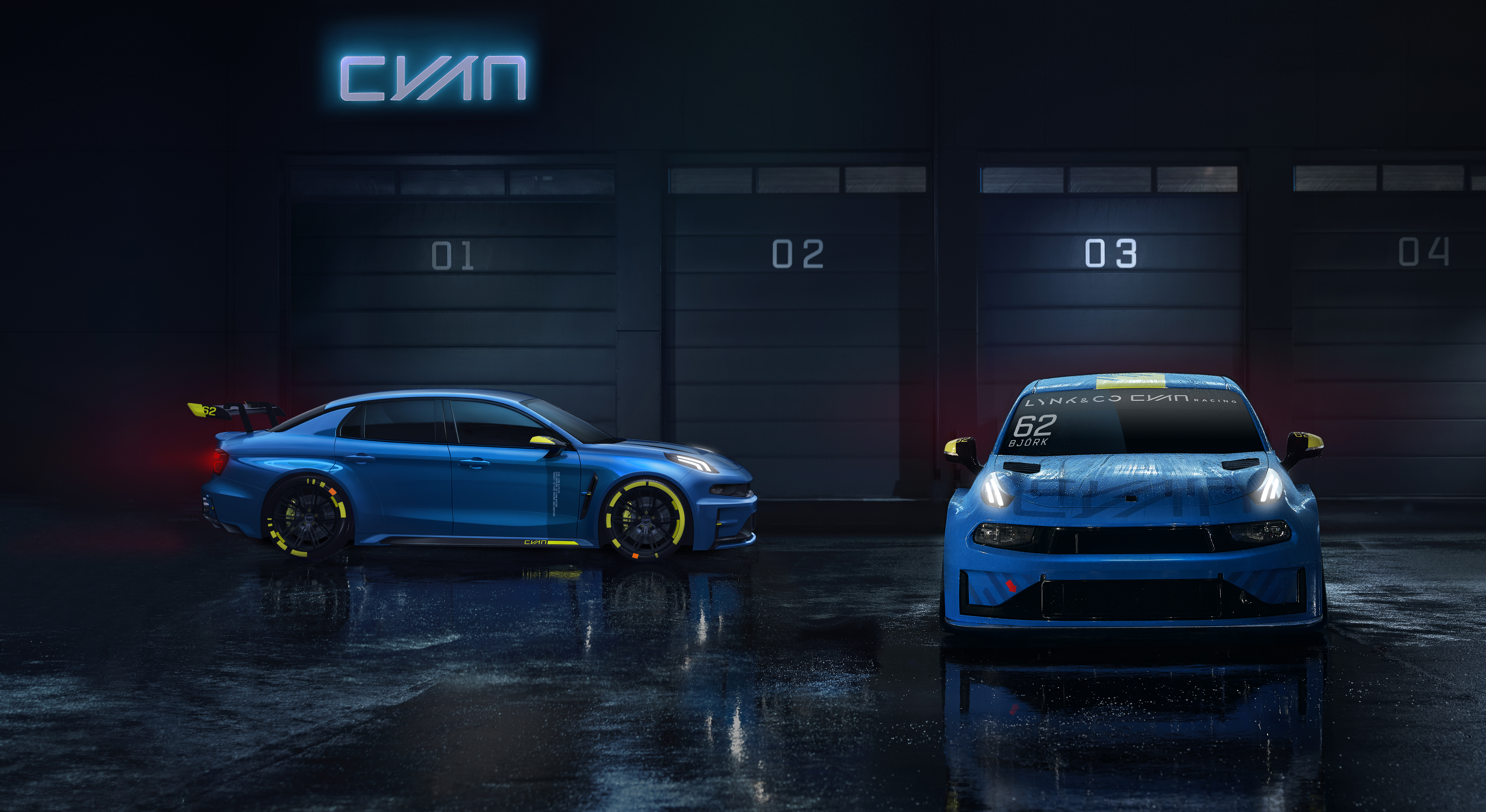
Lynk & Co 03 TCR de Cyan Racing (2018)

La Copa del Món de Turismes o FIA World Touring Car Cup (abreujat WTCR, fent referència a l'ús de la normativa TCR) va ser un campionat internacional de turismes promogut per Eurosport Events i organitzat per la Fédération Internationale de l'Automobile (FIA). Va tenir el formats d'una Copa del Món de Turismes entre 1993 i 1995. Després de la temporada 2017, es va arribar a un acord perquè el Campionat del Món de Turisme es convertís en WTCR i utilitzés el reglament tècnic TCR. Amb títols només per a pilots i equips, abandonant el de fabricants, la sèrie WTCR va canviar a l'estat de "Copa del Món" en lloc de "Campionat del Món" el 2018.
Després de diverses dificultats relacionades amb el format de la competició, el WTCR es va convertir a un format de gira mundial a partir de la temporada 2023. El calendari del nou TCR World Tour consta de curses escollides de diverses sèries regionals i nacionals de TCR a tot el món, a diferència del format WTCR que es basava en un calendari de temporada principalment independent d'altres sèries TCR.

## Palmarès
|      | Pilots            | Pilots          | Pilots                |  | Equips          | Equips                |
| Any  | Pilot             | Equip           | Cotxe                 |  | Equip           | Cotxe                 |
| ---- | ----------------- | --------------- | --------------------- |  | --------------- | --------------------- |
| 2018 | Gabriele Tarquini | BRC Racing Team | Hyundai i30 N TCR     |  | M Racing-YMR    | Hyundai i30 N TCR     |
| 2019 | Norbert Michelisz | BRC Racing Team | Hyundai i30 N TCR     |  | Cyan Racing     | Lynk & Co 03 TCR      |
| 2020 | Yann Ehrlacher    | Cyan Racing     | Lynk & Co 03 TCR      |  | Cyan Racing     | Lynk & Co 03 TCR      |
| 2021 | Yann Ehrlacher    | Cyan Racing     | Lynk & Co 03 TCR      |  | Cyan Racing     | Lynk & Co 03 TCR      |
| 2022 | Mikel Azcona      | BRC Racing Team | Hyundai Elantra N TCR |  | BRC Racing Team | Hyundai Elantra N TCR |